# Myiothlypis fraseri
La reinita de Fraser (Myiothlypis fraseri), también denominada reinita gris y dorada y chiví gris dorado, es una especie de ave paseriforme de la familia Parulidae que habita en Ecuador y Perú.

## Descripción
La reinita de Fraser mide alrededor de 14 cm de largo. El plumaje de sus partes superiores es gris azulado, con listas supralorales blancas, mientras que el de sus partes inferiores es de color amarillo intenso. La subespecie norteña (M. f. ochraceicrista) tiene la frente y el píleo negros, pero la subespecie nominal presenta además una franja amarilla en el centro del píleo.

## Distribución y hábitat
Se encuentra en las bosques tropicales del oeste de Ecuador y el extremo noroccidental de Perú. Su hábitat natural es el sotobosque de las selvas, los bosques caducifolios y las zonas de matorral hasta los 1700 metros de altitud.

## Taxonomía
Se reconocen las siguientes subespecies según un orden filogenético de la lista del Congreso Ornitológico Internacional:
- M. f. ochraceicrista (Chapman, 1921), presente en el oeste de Ecuador;
- M. f. fraseri (Sclater, PL, 1884), del suroeste de Ecuador y regiones adyacentes de Perú.

## Comportamiento
Construye nidos cubiertos con hierba y otras fibras vegetales que tienen una entrada lateral, que sitúa entre la vegetación de los barrancos y otras zonas en pendiente. La hembra pone entre 2 y 4 huevos blanquecinos con motas rojizas concentradas en el extremo más ancho. Ambos miembros de la pareja alimentan a los polluelos.